# Giannina Braschi
Giannina Braschi (San Juan, 5 febbraio 1954) è una scrittrice, poetessa e saggista portoricana.
La Biblioteca del Congresso degli Stati Uniti definisce le opere di Braschi come classici dell'era postmoderna. È conosciuta per essere attiva sui vari fronti: narrativa, poesia, teatro e saggistica. Secondo l'organizzazione letteraria PEN, Braschi è una delle autrici più importanti e rivoluzionarie dell'America Latina della sua generazione.

## Attività
È autrice di cinque raccolte di poesie, del poema in prosa Empire of Dreams (1994) e soprattutto di Yo-Yo Boing! (1998), il primo romanzo scritto in spanglish, una lingua che nasce dal processo di alternanza di codice linguistico tra spagnolo e inglese, in particolare tra i parlanti messicani, portoricani e cubani negli Stati Uniti.
Nel 2011 l'autrice ha pubblicato il romanzo Stati Uniti di Banana (United States of Banana): la vastità e complessità della sua struttura, la narrazione surreale e i temi che tratta lo hanno portato a essere definito un esempio di romanzo post-moderno e post-coloniale che può essere paragonato alle opere di David Foster Wallace e Roberto Bolano, e alle correnti del realismo isterico e dell'Avantpop.

## Opere
- Asalto al tiempo, Ambitos Literarios, Barcelona, 1980.
- La comedia profana, Anthropos Editorial del hombre, Barcelona, 1985.
- Libro de payasos y bufones, Grafica Uno, Giorgio Upiglio, Milano, 1987.
- El imperio de los suenos, Anthropos Editorial del hombre, Barcelona, 1988.
- Empire of dreams/L'impero dei sogni, introduction by Alicia Ostriker, Yale University Press, New Haven/London, 1994; AmazonCrossing, 2011.
- Yo-Yo Boing!, in Latin American Literary Review, Pittsburgh, 1998; AmazonCrossing, 2011.
- El imperio de los sueños/L'impero dei sogni, Editorial de la Universidad de Puerto Rico, Rio Piedras, Puerto Rico, 2000.
- Carne e Osso, in Daniela Daniele (a cura di), Giannina Braschi, Undici settembre: Contro-narrazioni americane, Einaudi Tascabili, 2003.
- United States of Banana, AmazonCrossing, 2011.
- Putinoika, Brown Ink, Flowersong, 2024.

## Premi
- Fray Luis de León Medal for Ibero-American Poetry, 2025.
- Angela Y Davis Award, American Studies Association 2024.[8]
- North American Academy of the Spanish Language 2022.
- Premio Cambio 16, Madrid.
- Danforth Scholarship, 1978-1980
- Ford Foundation Fellowship, 1980
- Instituto de Cultura Puertorriquena, 1988
- Reed Foundation/InterAmericas, 1994
- National Endowment for the Arts Fellowship, 1997
- El Diario La Prensa's Outstanding Latinos of 1998
- PEN American Center's Open Book Award, 1999
- New York Foundation for the Arts Fellowship, 2000